# طين بحري

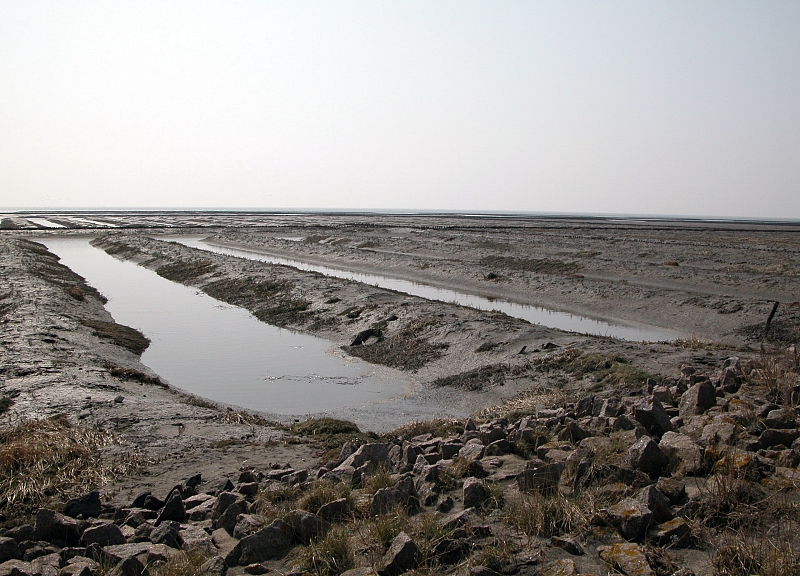

الطين البحري أو ما يعرف بـ الصلصال البحري هو مجموعة من جزيئات التربة التي يتراوح حجمها من 0.05-0.02 ملم، وقد تكون في بعض الاحيان اقل من 0.002 ملم، يبدأ الرمال بالاندماج مع الماء مما يؤدي إلى تعكيرها وتحولها إالى اللون البني الغامق ثم ينتقل على شكل طين إلى اخر المجرى المائي حيث يتم ترسيب نسبة عالية من الطين، لا تعتبر التربة طينًا إلا إذا كان لديها ما يزيد عن 55٪ من محتوى الطين، ويرجع ذلك إلى الطريقة التي يتفاعل بها الطين مع أشياء مثل الماء والحرارة والمواد الكيميائية.
الطين يمكن أن يتجمع في أشكال مختلفة، لكل منها خصائص مختلفة تمامًا.
تصنف أنواع الطين البحري حسب اختلاف الايوانات موجبة الشحنة في داخله إلى:
- Kaolinite
- Montmorillonite
- smectite
- illite

يمكن أن تكوّن هذه الطين البحرية ما يعرف باسم الطين سريع، والتي تمتلك لخصائص التآكل السيئة، وهناك مثال عظيم على هذه الطين السريع في شمال غرب المحيط الهادئ يعرف باسم blue goo وهو عبارة عن مزيج من: (الحجر الاخضر greenstone، البازلت basalt، الصخر الزيتي shale sandstone، الحجر الرملي schists).
ويستخدم الطين البحري في جميع أنحاء العالم للعديد من الاستخدامات المختلفة، مثل السيراميك ومواد البناء بما في ذلك الطوب اللبن، ويمكن استخدامها كطبقة غير منفذة وهي مهمة جداً للمدافئ والاسخدامات الكيميائية لأنها تتمتع بقدرة امتصاص عالية جدا للمعادن الثقيلة.
يمكن التعامل مع المشاكل الجيوتقنية Geotechnical التي يشكلها الطين البحري من خلال تقنيات مختلفة لتحسين الأرض. يمكن تكثيف الطين البحري بخلطه بالأسمنت أو مادة رابطة مماثلة بنسب محددة. يمكن تثبيت الطين البحري باستخدام نفايات الصناعات المختلفة مثل صناعة الخزف وصناعة قطع الأشجار. عادة ما يتم استخدام هذه الطريقة في الطرق السريعة حيث يتم استخدام الطين البحري للتربة التحت أرضية.